# Fjodor Alexandrowitsch Tschudinow
Fjodor Alexandrowitsch Tschudinow (russisch Фёдор Александрович Чудинов; * 15. September 1987 in Bratsk, Sowjetunion) ist ein russischer Boxer und ehemaliger WBA-Weltmeister im Supermittelgewicht.
Sein älterer Bruder Dimitri ist ebenfalls Profiboxer und ehemaliger Interimsweltmeister der WBA im Mittelgewicht.

## Amateurlaufbahn
Tschudinow begann im Alter von 12 Jahren mit dem Boxen. Unter der Leitung von Alexei Galejew, einem erfahrenen Boxtrainer, absolvierte er über 170 Amateurkämpfe. Im Alter von 19 Jahren gewann er 2008 die Bronzemedaille bei den Russischen Meisterschaften und die Goldmedaille bei den World Championships (U-19).

## Profikarriere
Am 10. Juli 2009 gab Tschudinow im Reno Events Center, Nevada, gegen Shawn Kirk erfolgreich sein Profidebüt. Zunächst war er inaktiv und boxte 2010 nur einmal und 2011 gar nicht. 2014 gewann er sowohl den „WBC CIS and Slovenian Boxing Bureau (CISBB)“-, als auch den WBA-Fedecaribe- sowie den WBA-Interimstitel. Andy Perez, gegen den er um den WBA-Fedecaribe-Titel boxte, hatte eine Bilanz von 19-0-0 und Ben McCulloch, gegen den er um den WBA-Interimstitel boxte, hatte eine Bilanz von 14-0-0.
Da Tschudinow nun den Interimstitel der WBA innehatte, durfte er gegen den regulären WBA-Weltmeister um den Titel antreten. Dieser war der Deutsche Felix Sturm. Der Kampf fand am 9. Mai 2015 in der Frankfurter Festhalle statt und ging über die vollen 12 Runden. Ein Punktrichter hatte Sturm vorne, die anderen beiden Tschudinow, der somit in seinem 13. Kampf bereits regulärer WBA-Weltmeister wurde. Vier Monate später absolvierte er gegen den Briten Frank Buglioni seine erste freiwillige Titelverteidigung und schlug ihn klar und einstimmig nach Punkten.
Die WBA verstieß am 5. Januar 2016 gegen ihre eigenen Regularien: Der US-Amerikaner Andre Ward, der WBA-Superchampion im Supermittelgewicht war, stieg ins Halbschwergewicht auf, wodurch dieser Titel vakant wurde. Daraufhin ernannte die WBA Tschudinow, da dieser regulärer Weltmeister war, zum Superchampion und stufte den Rückkampf zwischen Vincent Feigenbutz und dem Italiener Giovanni de Carolis zum regulären Weltmeisterschaftskampf hoch. Am 20. Februar 2016 verlor Tschudinow den Rückkampf gegen Felix Sturm um den Weltmeistertitel nach Punkten. Im Mai 2017 verlor er zudem gegen George Groves durch technischen Knockout in der sechsten Runde.

## Liste der Profikämpfe
| Jahr                                                              | Tag           | Ort                                                    | Gegner                                             | Ergebnis für Tschudinow                    |
| ----------------------------------------------------------------- | ------------- | ------------------------------------------------------ | -------------------------------------------------- | ------------------------------------------ |
| 2009                                                              | 10. Juli      | Reno Events Center, Reno, Nevada, USA                  | Shawn Kirk Profidebüt                              | Sieg / TKO 4. Runde                        |
| 2009                                                              | 22. August    | Reno Events Center, Pala, Kalifornien, USA             | Mikhail Lyubarsky                                  | Sieg / TKO 4. Runde                        |
| 2009                                                              | 17. Dezember  | Commerce Casino, Commerce, Kalifornien, USA            | Cesar Ibarra                                       | Punktsieg (einstimmig) / 4 Runden          |
| 2010                                                              | 25. März      | Commerce Casino, Commerce, Kalifornien, USA            | Jeremiah Jones                                     | Sieg / KO 2. Runde                         |
| 2012                                                              | 19. Mai       | Yunost, Klimowsk, Podolsk, Russland                    | Kostyantyn Lyashik                                 | Sieg / TKO 1. Runde                        |
| 2013                                                              | 18. Mai       | Yunost, Klimowsk, Podolsk, Russland                    | Julio Acosta                                       | Sieg / KO 4. Runde                         |
| 2013                                                              | 24. August    | Open Air Bike Show, Wolgograd, Russland                | Karama Nyilawila                                   | Sieg / TKO 3. Runde                        |
| 2013                                                              | 15. November  | Sport Palace, Barnaul, Russland                        | Jimmy Colas                                        | Punktsieg (einstimmig) / 10 Runden         |
| 2013                                                              | 31. Dezember  | Krylatskoye Sports Palace, Moskau, Russland            | Francis Cheka                                      | Sieg / TKO 3. Runde                        |
| 2014                                                              | 23. März      | Sports Palace „Znamya“, Noginsk, Russland              | Stjepan Božić vakante WBC-CISBB-Meisterschaft      | Sieg / TKO 5. Runde                        |
| 2014                                                              | 28. Juni      | Sheraton Hotel, Santo Domingo, Dominikanische Republik | Andy Perez vakant WBA-Federcaribemeisterschaft     | Sieg / TKO 3. Runde                        |
| 2014                                                              | 11. Dezember  | Moskau, Russland                                       | Ben McCulloch WBA-Interimsweltmeisterschaft        | Sieg / KO 2. Runde                         |
| 2015                                                              | 9. Mai        | Festhalle, Frankfurt am Main, Deutschland              | Felix Sturm vakante reguläre WBA-Weltmeisterschaft | Punktsieg (mehrheitlich) / 12 Runden       |
| 2015                                                              | 26. September | Wembley Arena, Wembley, London, England                | Frank Buglioni WBA-Titelverteidigung (regulär)     | Punktsieg (einstimmig) / 12 Runden         |
| 2016                                                              | 20. Februar   | König-Pilsener-Arena, Oberhausen, Deutschland          | Felix Sturm WBA-Titelverteidigung (super)          | Punktniederlage (mehrheitlich) / 12 Runden |
| Quelle: Fjodor Alexandrowitsch Tschudinow in der BoxRec-Datenbank |               |                                                        |                                                    |                                            |